# Regeringen Fälldin I
Regeringen Fälldin I var Sveriges regering mellan den 8 oktober 1976 och 18 oktober 1978. Det var en koalitionsregering bestående av de tre borgerliga partierna Centerpartiet, Moderaterna och Folkpartiet. Statsminister i regeringen var Centerpartiets partiledare Thorbjörn Fälldin.
Regeringen tillträdde efter riksdagsvalet 1976, i vilket de tre icke-socialistiska partierna tillsammans fick 50,8 procent av rösterna medan de socialistiska partierna (de dessförinnan regerande Socialdemokraterna samt Vänsterpartiet kommunisterna) fick sammanlagt 47,5 procent. Det var den första icke-socialdemokratiska regeringen i Sverige sedan regeringen Pehrsson-Bramstorp 1936.

## Statsråd
Regeringen bestod av 20 statsråd, varav 19 kom från de tre regeringspartierna. Centerpartiet erhöll åtta statsrådsposter, Moderaterna sex och Folkpartiet fem. För första gången utsågs en särskild ställföreträdande statsminister enligt reglerna i 1974 års regeringsform, en roll som gavs till Folkpartiets ledare. Till justitieminister utsågs en opolitisk ämbetsman, före detta justitierådet Sven Romanus.
* Statsminister eller departementschef
| Titel                                                             | Namn                 | Namn                      | Tillträdde           | Avgick               | Parti                |                      |                      |                      |                      |
| Statsrådsberedningen                                              | Statsrådsberedningen | Statsrådsberedningen      | Statsrådsberedningen | Statsrådsberedningen | Statsrådsberedningen | Statsrådsberedningen | Statsrådsberedningen | Statsrådsberedningen | Statsrådsberedningen |
| ----------------------------------------------------------------- | -------------------- | ------------------------- | -------------------- | -------------------- | -------------------- | -------------------- | -------------------- | -------------------- | -------------------- |
| Statsminister                                                     |                      | Thorbjörn Fälldin*        | 8 oktober 1976       | 18 oktober 1978      | Centerpartiet        |                      |                      |                      |                      |
| Justitiedepartementet                                             |                      |                           |                      |                      |                      |                      |                      |                      |                      |
| Justitieminister                                                  |                      | Sven Romanus*             | 8 oktober 1976       | 18 oktober 1978      | Partilös             |                      |                      |                      |                      |
| Utrikesdepartementet                                              |                      |                           |                      |                      |                      |                      |                      |                      |                      |
| Utrikesminister                                                   |                      | Karin Söder*              | 8 oktober 1976       | 18 oktober 1978      | Centerpartiet        |                      |                      |                      |                      |
| Biståndsminister                                                  |                      | Ola Ullsten               | 8 oktober 1976       | 18 oktober 1978      | Folkpartiet          |                      |                      |                      |                      |
| Invandrarminister                                                 |                      | Ola Ullsten               | 11 januari 1977      | 7 mars 1978          | Folkpartiet          |                      |                      |                      |                      |
| Vice statsminister                                                |                      | Ola Ullsten               | 7 mars 1978          | 18 oktober 1978      | Folkpartiet          |                      |                      |                      |                      |
| Försvarsdepartementet                                             |                      |                           |                      |                      |                      |                      |                      |                      |                      |
| Försvarsminister                                                  |                      | Eric Krönmark*            | 8 oktober 1976       | 18 oktober 1978      | Moderaterna          |                      |                      |                      |                      |
| Socialdepartementet                                               |                      |                           |                      |                      |                      |                      |                      |                      |                      |
| Socialminister                                                    |                      | Rune Gustavsson*          | 8 oktober 1976       | 18 oktober 1978      | Centerpartiet        |                      |                      |                      |                      |
| Sjukvårdsminister                                                 |                      | Ingegerd Troedsson        | 8 oktober 1976       | 18 oktober 1978      | Moderaterna          |                      |                      |                      |                      |
| Kommunikationsdepartementet                                       |                      |                           |                      |                      |                      |                      |                      |                      |                      |
| Kommunikationsminister                                            |                      | Bo Turesson*              | 8 oktober 1976       | 18 oktober 1978      | Moderaterna          |                      |                      |                      |                      |
| Finansdepartementet                                               |                      |                           |                      |                      |                      |                      |                      |                      |                      |
| Finansminister                                                    |                      | Gösta Bohman*             | 8 oktober 1976       | 25 november 1976     | Moderaterna          |                      |                      |                      |                      |
| Biträdande finansminister                                         |                      | Ingemar Mundebo           | 8 oktober 1976       | 25 november 1976     | Folkpartiet          |                      |                      |                      |                      |
| Ekonomidepartementet                                              |                      |                           |                      |                      |                      |                      |                      |                      |                      |
| Ekonomiminister                                                   |                      | Gösta Bohman*             | 25 november 1976     | 18 oktober 1978      | Moderaterna          |                      |                      |                      |                      |
| Budgetdepartementet                                               |                      |                           |                      |                      |                      |                      |                      |                      |                      |
| Budgetminister                                                    |                      | Ingemar Mundebo*          | 25 november 1976     | 18 oktober 1978      | Folkpartiet          |                      |                      |                      |                      |
| Utbildningsdepartementet                                          |                      |                           |                      |                      |                      |                      |                      |                      |                      |
| Utbildningsminister                                               |                      | Jan-Erik Wikström*        | 8 oktober 1976       | 18 oktober 1978      | Folkpartiet          |                      |                      |                      |                      |
| Skolminister                                                      |                      | Britt Mogård              | 8 oktober 1976       | 18 oktober 1978      | Moderaterna          |                      |                      |                      |                      |
| Jordbruksdepartementet                                            |                      |                           |                      |                      |                      |                      |                      |                      |                      |
| Jordbruksminister                                                 |                      | Anders Dahlgren*          | 8 oktober 1976       | 18 oktober 1978      | Centerpartiet        |                      |                      |                      |                      |
| Handelsdepartementet                                              |                      |                           |                      |                      |                      |                      |                      |                      |                      |
| Handelsminister                                                   |                      | Staffan Burenstam Linder* | 8 oktober 1976       | 18 oktober 1978      | Moderaterna          |                      |                      |                      |                      |
| Arbetsmarknadsdepartementet                                       |                      |                           |                      |                      |                      |                      |                      |                      |                      |
| Arbetsmarknads- och jämställdhetsminister samt vice statsminister |                      | Per Ahlmark*              | 8 oktober 1976       | 7 mars 1978          | Folkpartiet          |                      |                      |                      |                      |
| Arbetsmarknads-, jämställdhets- och invandrarminister             |                      | Rolf Wirtén*              | 7 mars 1978          | 18 oktober 1978      | Folkpartiet          |                      |                      |                      |                      |
| Invandrarminister                                                 |                      | Per Ahlmark*              | 8 oktober 1976       | 1977                 | Folkpartiet          |                      |                      |                      |                      |
| Bostadsdepartementet                                              |                      |                           |                      |                      |                      |                      |                      |                      |                      |
| Bostadsminister                                                   |                      | Elvy Olsson*              | 8 oktober 1976       | 18 oktober 1978      | Centerpartiet        |                      |                      |                      |                      |
| Biträdande bostadsminister                                        |                      | Birgit Friggebo           | 8 oktober 1976       | 18 oktober 1978      | Folkpartiet          |                      |                      |                      |                      |
| Industridepartementet                                             |                      |                           |                      |                      |                      |                      |                      |                      |                      |
| Industriminister                                                  |                      | Nils G. Åsling*           | 8 oktober 1976       | 18 oktober 1978      | Centerpartiet        |                      |                      |                      |                      |
| Energiminister                                                    |                      | Olof Johansson            | 8 oktober 1976       | 18 oktober 1978      | Centerpartiet        |                      |                      |                      |                      |
| Kommundepartementet                                               |                      |                           |                      |                      |                      |                      |                      |                      |                      |
| Kommun- och kyrkominister samt minister för nordiskt samarbete    |                      | Johannes Antonsson*       | 8 oktober 1976       | 18 oktober 1978      | Centerpartiet        |                      |                      |                      |                      |

1. 1 2 3  Finansdepartementet splittrades den 25 november 1976 i Ekonomidepartementet och Budgetdepartementet.

## Statssekreterare
- Statsrådsberedningen: Gösta Gunnarsson
- Justitiedepartementet: Henry Montgomery
- Utrikesdepartementet: Sverker Åström och Hans Blix
- Försvarsdepartementet: Gunnar Nordbeck
- Socialdepartementet: Gerhard Larsson
- Kommunikationsdepartementet: Bengt Furbäck
- Ekonomi- och budgetdepartementen: Lars Wohlin, Sten Westerberg, Rolf Skillner
- Utbildningsdepartementet: Bert Levin, Anders Arfwedsson
- Jordbruksdepartementet: Per-Erik Eliasson
- Handelsdepartementet: Johan Nordenfalk
- Arbetsmarknadsdepartementet: Ingemar Eliasson, Carl Tham
- Bostadsdepartementet: K.G. Scherman
- Industridepartementet: Gunnar Söder
- Kommundepartementet: Fredrik Sterzel

## Regeringsförklaring
I regeringsförklaringen uttalade Fälldin att regeringen med fasthet och ansvar skulle föra en politik i hela folkets intresse. "Därvid skall vi söka ett så brett samförstånd som möjligt."
I regeringsdeklaration utlovade regeringen bland annat följande:
- En femte semestervecka från 1978
- Förlängd föräldraledighet från 7 till 9 månader
- Lag mot könsdiskriminering
- Nytt betygssystem i skolan
- Avdragsrätt för gåvor till humanitära eller ideella ändamål
- Allmän arbetslöshetsförsäkring
- Att upprätta en beredskapsplan för avveckling av kärnkraften

## Regeringens politik
Trots kritik från Socialdemokraterna lyckades regeringen få igenom en marginalskattesänkning och en indexreglering av skatteskalorna. Det sista var ett borgerligt vallöfte från valrörelsen 1976. Regeringen införde även ett lönesparande. En arbetsgivare kunde dra av ett belopp från lönen och sätta in pengarna på ett särskilt konto. Pengarna var låsta i fem års tid, men därefter kunde arbetstagaren dra av 20 procent av det sparade beloppet i inkomstdeklarationen.
Regeringspartierna genomförde också en omorganisering av Sveriges Radio, införde en ny arbetsmiljölag och genom ändring av successionsordningen infördes kvinnlig tronföljd.
Riksdagsarbetet dominerades av den ekonomiska politiken. Av olika orsaker hade skogsindustrin, stålindustrin och varvsindustrin drabbats av kris och regeringen anslog miljarder i olika stöd – både direkta bidrag och krediter. Under 1978 lyckades regeringen delvis få stopp för inflationsspiralen: under årets första elva månader 1978 steg priserna med 6,8 procent (11,9 procent samma period 1977). För dagligvaror steg priserna samma period med 4,2 procent (17 procent för 1977). På arbetsmarknaden skulle nya löneförhandlingar inledas om priserna steg med mer än 7,25 procent, men detta blev alltså inte aktuellt.
Vid regeringens fall 1978 låg inflationen vid 8 procent, industriproduktionerna samt investeringarna visade positiva tendenser. Handelsbalansen var positiv och bristen i bytesbalansen hade tryckts tillbaka. Regeringen fick goda betyg från OECD samt från talesmän från IMF och den internationella bankvärlden. Diskontot sänktes i tre steg från 8 till 6,5 procent. Enligt 1984 års långtidsutredning föll relativpriserna ned till en historiskt låg nivå på grund av regeringens devalveringar. Långtidsutredningen nämner också att devalveringarna, tillsammans med en snabbare produktivitetsuppgång i Sverige, gjorde att det relativa kostnadsläget förbättrades 1977 och 1978 samt att arbetskraftskostnaden per producerad enhet i gemensam valuta i Sverige relativt OECD föll under dessa år.

### Kärnkraftsfrågan
Fälldin hade före valet gjort klart att han inte tänkte sitta i en regering som startade kärnkraftverk. Folkpartiet och Moderaterna ville dock ha en fortsatt utbyggnad av kärnkraften och knuten löstes genom den så kallade villkorslagen. Den innebar att ett kärnkraftverk endast kunde få laddas om ägaren kunde visa att två villkor var uppfyllda:
- att det fanns ett färdigt avtal om upparbetning av det utbrända kärnbränslet
- att det fanns en plan för hur det upparbetade kärnbränslet skulle förvaras

Centerpartiet tog för givet att det i praktiken skulle innebära ett stopp för kärnkraften i Sverige, men riksdagen gjorde klart att lagen inte skulle tillämpas 'demoniskt'. Vid ett samtal med justitieminister Romanus den 18 september hade Fälldin också fått klart för sig att villkorslagen inte var den "stoppbom" för nya kärnkraftverk som man tagit för givet.
Byggena av nya kärnkraftverk hade fortsatt under 1977 och 1978. Under september 1978 var kärnkraftverken Ringhals 3 och Forsmark 1 klara för laddning. Efter förhandlingar mellan regeringspartierna förklarade Fälldin, Ullsten och Bohman vid en presskonferens den 29 september att regeringen beslutat att nu säga nej till att lämna tillstånd till laddning. Tillstånd kunde dock ges av Statens kärnkraftinspektion om ansökaren kunde visa att förvaring av utbränt kärnbränsle kunde ske på ett säkert sätt.
I pressen ansågs denna uppgörelse vara en förlust för Fälldin och vid ett möte med Centerpartiets förtroenderåd den 2 oktober fick Fälldin hård kritik för att ha gått med på detta.
Fälldin försökte också, genom att hänvisa till de tre partiernas överenskommelse vid regeringsbildningen 1976, få frågan om kärnkraften avgjord genom en folkomröstning men Folkpartiet och Moderaterna stod inte fast vid överenskommelsen utan sa nej till folkomröstning som lösning av krisen. Fälldin lämnade därför in sin och regeringens avskedsansökan den 5 oktober 1978.
Kärnkraftsindustrin ordnade med avtal om upparbetning med franska Cogema och kunde visa att det, åtminstone teoretiskt, gick att förvara kärnbränslet i den svenska berggrunden.

### Utrikespolitik
Efter ett förslag från Folkpartiet blev Sverige 1976 det första landet i världen att förespråka en tvåstatslösning av Israel–Palestina-konflikten. Detta krav framfördes av utrikesminister Karin Söder i hennes första tal inför FN:s generalförsamling hösten 1976.
Under hösten 1976 ingick Sverige i FN:s säkerhetsråd. PLO-ledaren Yassir Arafat ville under hösten bli inbjuden till ett möte med rådet. Säkerhetsrådet var delat i frågan om Arafat skulle bjudas in, där framförallt USA var kritiska. Folkpartiet föreslog att Sverige skulle ställa ett villkor för Arafats inbjudan för att stödja förslaget, nämligen att Arafat lovade att i sitt inlägg inför rådet uttryckligt erkänna Israels rätt att existera. Förslaget avvisades av statsminister Thorbjörn Fälldin och ekonomiminister Gösta Bohman, som ansåg att Arafat skulle bjudas in till rådet helt villkorslöst. De folkpartistiska statsråden reserverade sig mot regeringens beslut. Folkpartiledaren och vice statsministern Per Ahlmark gjorde även ett starkt kritiskt uttalande i saken samma dag som regeringens hållning blev offentlig.

## Kontroverser
Den 29 januari 1978 publicerade Aftonbladet en fingerad intervju med statsminister Fälldin från ett mentalsjukhus. Fälldin anmälde tidningen för tryckfrihetsbrott och yrkade skadestånd på en krona. Stockholms tingsrätt friade dock tidningen i april och i början av maj förklarade Fälldin att han hade planer på att avgå för familjens skull. Detta besked togs dock tillbaka några dagar senare.